# Devalavaripalli, Bagepalli
Devalavaripalli là một làng thuộc tehsil Bagepalli, huyện Kolar, bang Karnataka, Ấn Độ.